# Kaliumperoxomonosulfat
Kaliumperoxomonosulfat ist eine anorganische chemische Verbindung des Kaliums aus der Gruppe der Sulfate und das Kaliumsalz der Peroxomonoschwefelsäure.

## Gewinnung und Darstellung
Kaliumperoxomonosulfat kann durch Reaktion von Kaliumcarbonat oder Kaliumhydroxid mit Peroxomonoschwefelsäure gewonnen werden.
{\displaystyle {\ce {K2CO3 + 2 H2SO5 -> 2 KHSO5 + CO2 + H2O}}}
Kaliumperoxomonosulfat-Monohydrat kann aus dem Tripelsalz oder durch Hydrolyse von Kaliumperoxodisulfat gewonnen werden. Das Anhydrat kann daraus durch Trocknung im Vakuum gewonnen werden.

## Eigenschaften
Von Kaliumperoxomonosulfat existiert auch ein Monohydrat mit monokliner Kristallstruktur und der Raumgruppe C2/c (Raumgruppen-Nr. 15).

## Verwendung
Kaliumperoxomonosulfat wird als Oxidationsmittel bei der chemischen Synthese, als Desinfektionsmittel in Schwimmbädern, der Medizin und in der Wasseraufbereitung verwendet.

## Tripelsalz
Als Tripelsalz wird eine Mischung aus Kaliumperoxomonosulfat, Kaliumhydrogensulfat und Kaliumsulfat (2KHSO5·KHSO4·K2SO4) bezeichnet.
Hierbei handelt es sich um einen kristallinen weißen geruchlosen Feststoff, der leicht löslich in Wasser (256 g·l−1 bei 20 °C) ist. Er zersetzt sich bei Erhitzung über ca. 90 °C. Seine wässrige Lösung reagiert stark sauer. Die Dichte liegt bei 1,1–1,2 g·cm−3, der Schmelzpunkt bei 90 °C (Zersetzung).
Das Tripelsalz wird zur Halogenierung von α,β-ungesättigten Carbonylverbindungen und zur katalytischen Erzeugung von hypervalenten Iodverbindungen für Alkoholoxidation und für Synthese von Oxaziridinen und Dioxiranen wie Dimethyldioxiran verwendet. Dies ist die Basis der Shi-Epoxidierung.
Weiterhin wird das Tripelsalz als Bleich- und Reinigungszusatz für Textilien und Zahnprothesen sowie als Ätzmittel zur Oberflächenbehandlung verwendet.  Es dient auch zur Schrumpffestausrüstung der Wolle.
Handelsnamen des Tripelsalzes sind „Oxone“ oder „Caroat“. 